# Un week-end en famille
Pour plus de détails, voir Fiche technique et Distribution.
Un week-end en famille (Was bleibt) est un film allemand réalisé par Hans-Christian Schmid, sorti en 2012.

## Fiche technique
- Titre : Un week-end en famille
- Titre original : Was bleibt
- Réalisation : Hans-Christian Schmid
- Scénario : Bernd Lange
- Musique : The Notwist
- Photographie : Bogumil Godfrejow
- Montage : Hansjörg Weißbrich
- Production : Britta Knöller et Hans-Christian Schmid
- Société de production : 23/5 Filmproduktion, Arte et German Films
- Société de distribution : Jour2Fête (France)
- Pays :  Allemagne
- Genre : Drame
- Durée : 85 minutes
- Dates de sortie : 
  -  Allemagne : 6 septembre 2012
  -  France : 30 janvier 2013

## Distribution
- Lars Eidinger : Marko Heidtmann
- Corinna Harfouch : Gitte Heidtmann
- Sebastian Zimmler : Jakob Heidtmann
- Ernst Stötzner : Günter Heidtmann
- Picco von Groote : Ella Staudt
- Egon Merten : Zowie Heidtmann
- Eva Meckbach : Tine Gronau

## Distinctions
Le film est présenté en sélection officielle en compétition à la Berlinale 2012.